# Musikverlag M. P. Belaieff
Der Musikverlag M. P. Belaieff wurde am 4. Juli 1885 von dem russischen Musikliebhaber und Musikmäzen Mitrofan Petrowitsch Beljajew (1836–1904) in Leipzig gegründet. Bereits ein Jahr zuvor hatte Beljajew in St. Petersburg eine Stiftung zur Förderung russischer Komponisten und Musiker ins Leben gerufen. Stiftung und Verlag sind seit 1885 eng miteinander verbunden und stehen bis heute für die Förderung und Verbreitung russischer Klassiker des 19. Jahrhunderts wie Alexander Glasunow, Michail Glinka, Alexander Borodin, Alexander Scriabin, Nikolai Rimski-Korsakow, Peter Tschaikowsky und Anatoli Ljadow sowie zahlreicher Komponisten des 20. und 21. Jahrhunderts wie Nikolai, Alexander und Ivan Tcherepnin, Georg von Albrecht, André Volkonsky, Valentin Silvestrov, Tigran Mansurjan und Alexander Raskatow.

## Geschichte
1882 hörte Beljajew die Uraufführung der 1. Sinfonie (1881) des 17-jährigen Alexander Glasunows und war so begeistert, dass er dem jungen Komponisten vorschlug, Partitur, Orchesterstimmen und Klavierauszug zu veröffentlichen. Zunächst gründete Beljajew 1884 eine Stiftung in St. Petersburg und am 4. Juli 1885 einen Verlag in Leipzig. Die Stiftung vergab jährlich den sogenannten Glinka-Preis für Komposition und setzte sich generell für die Förderung der russischen Musik ein. Laut Stiftungsidee und Satzung wurden nicht nur Komponisten und Werke gefördert, die im Verlag erschienen. 1885 erschien die erste Publikation mit Werken von Glasunow.
Nach dem Tod Beljajews am 22. Dezember 1903 wurde die Stiftung ab dem 5. Februar 1905 durch ein Kuratorium mit den Gründungsmitgliedern Nikolai Rimski-Korsakow, Alexander Glasunow und Anatoli Ljadow weiter geführt.
Der Firmensitz des Verlages wurde im Jahre 1950 nach Bonn verlegt. Von 1971 bis 2006 wurde mit dem C. F. Peters Musikverlag aus Frankfurt am Main kooperiert. Seit dem 1. Juli 2006 hat der Verlag ein eigenes Büro in Pinneberg bei Hamburg, Herstellung und Vertrieb wurden von Schott Music aus Mainz übernommen.

## Verlagsprogramm
Das Verlagsprogramm umfasst über 400 Kaufwerke und über 500 Leihwerke, darunter Opern, Ballette und Orchesterwerke. Die prominentesten Bühnenwerke sind die Opern Fürst Igor von Alexander Borodin (mit den berühmten Polowetzer Tänzen) und Ein Leben für den Zaren von Michail Glinka sowie das Ballett Scheherazade von Nikolai Rimski-Korsakow. Die bekanntesten Orchesterwerke sind unter anderen Glinkas Ouvertüre zur Oper Ruslan und Ljudmila, das sinfonische Schaffen von Alexander Glasunow, die Sinfonien, das Klavierkonzert in fis-Moll und Le Poème de l’Extase von Alexander Scriabin sowie die Sinfonien von Borodin.